# VM i skak 1948
VM i skak 1948 var en matchturnering, som verdensskakforbundet FIDE afholdt for at finde afløseren til den afdøde verdensmester Alexander Aljechin. Det var første gang, skakverdensmesteren blev sanktioneret af FIDE. Turneringen markerede også starten på en æra, hvor Sovjetunionen dominerede skakken fuldstændigt, da tre ud af de fem deltagere var sovjetrussere, og vinderen blev Mikhail Botvinnik.
Turneringen blev afholdt i Haag, Holland og Moskva, Sovjetunionen fra 2. marts til 16. maj 1948.

## Baggrund
FIDE havde ad flere omgange forsøgt at få indflydelse på, hvordan verdensmesteren i skak skulle udpeges, men var ikke nået længere end, at den daværende verdensmester, hollandske Max Euwe, i 1936 havde accepteret at møde vinderen af AVRO turneringen 1938 i en kamp om titlen. Euwe havde dog i mellemtiden tabt returmatchen til Aljechin, som ikke havde sagt ja til at møde AVRO-vinderen Paul Keres. Og al aktivitet omkring at arrangere en VM-match blev afbrudt af 2. verdenskrig.
Fra FIDEs kongres i 1938 i Paris havde organisationen stort set ligget død: Den daværende præsident for FIDE, Alexander Rueb, boede i det besatte Holland, ingen lande (undtagen Danmark) betalte sine afgifter til FIDE, og 
Skakolympiaden i Buenos Aires var endt i kaos, idet 2. verdenskrig brød ud midt under turneringen (1. september 1939). F.eks. blev matcher mellem Tyskland og Frankrig og mellem Tyskland og Polen erklæret uafgjort 2-2, fordi deres lande var i krig mod hinanden. Det tyske hold vandt turneringen, men spillerne var strandet sammen med pokalen, de havde vundet. 
Da krigen var overstået kunne man begynde at reorganisere skakverdenen. Rueb annoncerede i starten af 1946, at man ville holde et delegeretmøde i løbet af sommeren, oprindeligt planlagt til at finde sted i Zürich, men flyttet til Winterthur. 
På dette tidspunkt var det dog stadig problematisk for mange lande at sende delegerede, og man havde derfor kun repræsenation fra ni lande. Samtidigt havde Sovjetunionen, som havde en række af verdens bedste spillere, endnu ikke tilsluttet sig FIDE. Der var derfor stadig en vis usikkerhed om, hvordan man skulle organisere et vm-system. Den oprindelige plan var en match mellem Aljechin og Botvinnik, men da Aljechin døde i 1946 stod man uden verdensmester, og man vedtog i Winterthur at finde hans afløser ved en turnering mellem de bedste i verden. Pga. de få delegater besluttede man dog, at alle beslutninger kun ville have gyldighed til næste FIDE-kongres i Haag i 1947. Den oprindelige plan var at indbyde de overlevende deltagere fra AVRO turneringen 1938, med Vasilij Smyslov fra Sovjetunionen i stedet for Salo Flohr (som siden 2. verdenskrig havde boet i Sovjetunionen). Siden fulgte en del diskussioner, om hvorvidt andre skulle have mulighed for at deltage i turneringen, bl.a. Miguel Najdorf lagde bud ind, men i Haag blev dette den endelige beslutning. Undervejs i forberedelserne til turneringen måtte Reuben Fine fra USA melde afbud, da han skulle færdiggøre sine psykologistudier, og 1. marts 1948 kunne en matchturnering i fem afdelinger med fem deltagere begynde.

## Turneringen
Den første del af turneringen blev spillet i Haag, den anden del i Moskva. I hver af de fem afdelinger spillede deltagerne alle-mod-alle. Botvinnik var favorit – bl.a. havde han vundet den stærke turnering i Groningen i 1946 – og han tog en tidlig føring, som han aldrig gav fra sig.

### Turneringstabel
| Spiller                          | Botvinnik | Smyslov   | Keres     | Reshevsky | Euwe      | Points |
| Mikhail Botvinnik, Sovjetunionen | * * * * * | ½ ½ 1 ½ ½ | 1 1 1 1 0 | 1 ½ 0 1 1 | 1 ½ 1 ½ ½ | 14     |
| Vasilij Smyslov, Sovjetunionen   | ½ ½ 0 ½ ½ | * * * * * | 0 0 ½ 1 ½ | ½ ½ 1 ½ ½ | 1 1 0 1 1 | 11     |
| Paul Keres, Sovjetunionen        | 0 0 0 0 1 | 1 1 ½ 0 ½ | * * * * * | 0 ½ 1 0 ½ | 1 ½ 1 1 1 | 10½    |
| Samuel Reshevsky, USA            | 0 ½ 1 0 0 | ½ ½ 0 ½ ½ | 1 ½ 0 1 ½ | * * * * * | 1 ½ ½ 1 1 | 10½    |
| Max Euwe, Holland                | 0 ½ 0 ½ ½ | 0 0 1 0 0 | 0 ½ 0 0 0 | 0 ½ ½ 0 0 | * * * * * | 4      |